# Forserum
Forserum – miejscowość (tätort) w Szwecji, w regionie administracyjnym (län) Jönköping, w gminie Nässjö.
Według danych Szwedzkiego Urzędu Statystycznego liczba ludności wyniosła: 2080 (31 grudnia 2015), 2113 (31 grudnia 2018) i 2094 (31 grudnia 2019).